# Richard Mountjoy

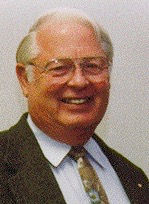
Dick Mountjoy

Richard „Dick“ Mountjoy (* 13. Januar 1932 in Monrovia, Kalifornien; † 18. Mai 2015 ebenda) war ein US-amerikanischer Politiker der Republikanischen Partei, der zwischen 1978 und 1995 Mitglied der California State Assembly sowie anschließend von 1995 bis 2000 Mitglied des Senats von Kalifornien war. Bei der Wahl zum Senat der Vereinigten Staaten am 7. November 2006 kandidierte er gegen die amtierende US-Senatorin Dianne Feinstein, erlitt aber eine erhebliche Niederlage.

## Leben

### Kommunalpolitiker und Mitglied der California State Assembly
Mountjoy leistete während des Koreakrieges Militärdienst in der US Navy und wurde später Eigentümer eines Bauunternehmens in seiner Geburtsstadt. Seine politische Laufbahn begann er in der Kommunalpolitik, als er 1968 zum Mitglied des Stadtrates von Monrovia gewählt wurde. Zugleich fungierte er von 1968 bis 1976 als Bürgermeister der Stadt.
1978 wurde Mountjoy als Kandidat der Republikanischen Partei erstmals zum Mitglied der State Assembly, dem Unterhaus der California State Legislature, gewählt. Bei seiner ersten Wahl profitierte er zusammen mit anderen Bewerbern seiner Partei von deren Gesetzesinitiative gegen höhere Steuern (Proposition 13). Als Mitglied der State Assembly war er ein überzeugter Konservativer wurde bekannt für seine Unterstützung von Waffenbesitzern, seine Opposition gegen Schwangerschaftsabbrüche sowie sein entschiedenes Eintreten gegen illegale Einwanderung.
Er war einer der maßgeblichen Unterstützer des sogenannten Proposition 187, ein 1993 eingebrachter Gesetzesvorschlag zur Einschränkung der illegalen Einwanderung durch die Streichung der finanziellen Unterstützung für schulische und medizinische Hilfen für diejenigen Einwohner, die illegal eingereist waren. Während der Gesetzesvorschlag Zustimmung bei den Wählern fand, wurde er später von einem US-Bundesgericht als verfassungswidrig abgelehnt.

### Mitglied des California State Senate und erfolglose Kandidatur für den US-Senat
Bei einer Nachwahl wurde Mountjoy 1995 zum Mitglied des Senats von Kalifornien gewählt und gehörte diesem bis 2000 an. Nach seiner Wahl zum Mitglied des Senats lehnte er einen Verzicht auf sein Mandat in der Staatsversammlung allerdings ab, um damit zu verhindern, dass der Demokrat Willie Brown sein langjähriges einflussreiches Amt als Parlamentssprecher (Speaker) behalten konnte. In erbitterten streitbaren Debatten schlossen die Demokraten mit Mehrheitsbeschluss ihn schließlich als Mitglied der Staatsversammlung aus, so dass Brown wieder zum Sprecher der State Assembly gewählt werden konnte. Zu dieser Zeit prangerte Mountjoy seine Absetzung als „das korrupteste Machtspiel in der Geschichte des Staates Kalifornien“ an.
Mountjoy kandidierte für die Republikanische Partei am 7. November 2006 bei der Wahl zum US-Senat gegen die langjährige US-Senatorin Dianne Feinstein von der Demokratischen Partei.
In seinen Wahlkampfreden erklärte er, er glaube an „Gott, Land und Familie, in der Reihenfolge“ und versprach, „unsere Nation vor der Bedrohung durch Terroristen, die Invasion illegaler Einwanderer und ausufernde Regierungsausgaben zu schützen“. Er erlitt allerdings gegen Dianne Feinstein eine empfindliche Wahlniederlage mit einem Abstand von 24 Prozentpunkten: Während auf ihn 2.817.841 Wählerstimmen (35 Prozent) entfielen, kamen auf Feinstein 4.757.569 Stimmen (59 Prozent).
Aus seiner 1952 geschlossenen Ehe mit der 2009 verstorbenen Earline Mountjoy ging sein Sohn Dennis Mountjoy hervor, der zwischen 2000 und 2006 ebenfalls Mitglied der California State Assembly war.